# 1728 en arts plastiques
| Années des arts plastiques : 1725 - 1726 - 1727 - 1728 - 1729 - 1730 - 1731    |
| Décennies des arts plastiques : 1690 - 1700 - 1710 - 1720 - 1730 - 1740 - 1750 |

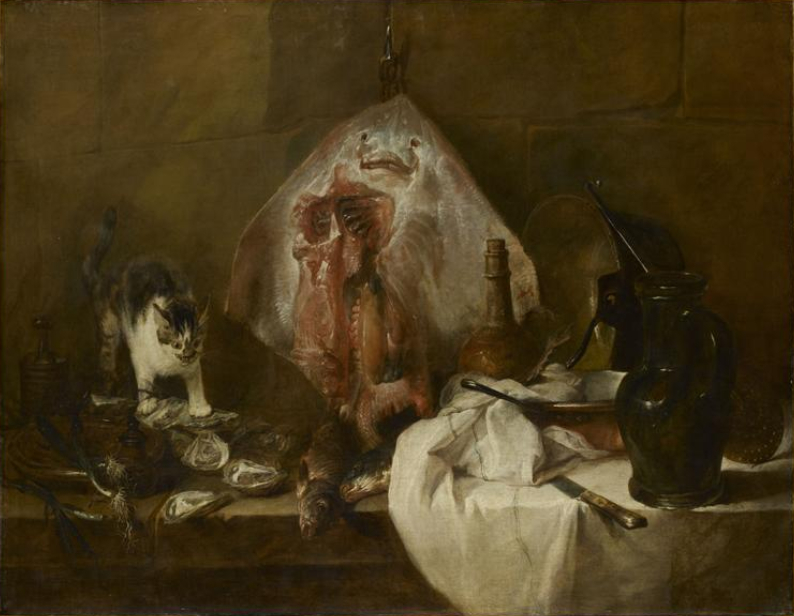
La Raie, nature morte de Jean Siméon Chardin. Musée du Louvre (Paris).

Cette page concerne l'année 1728 en arts plastiques.

## Événements
- 25 septembre : Présentation de La Raie, nature morte de Chardin, à l'Académie royale.

## Œuvres
- Le Buffet, tableau de Jean Siméon Chardin.

## Naissances
- 12 mars : Anton Raphael Mengs, peintre néoclassique et critique d’art allemand (° 29 juin 1779).
- 20 avril : Nicolas Henri Joseph de Fassin, peintre liégeois († 21 janvier 1811),
- 16 mai : Louis-Simon Lempereur, graveur français († 5 avril 1808),
- 1er juillet : Nicolas Guy Brenet, peintre et graveur français († 21 février 1792),
- ? :
  - Ubaldo Gandolfi, peintre italien du baroque tardif, appartenant à l'école bolonaise († 25 juillet 1781),
  - Marie-Thérèse Reboul, peintre française († 1805).

## Décès
- 22 mars : Charles Simonneau, graveur français (° 3 août 1645),
- 8 avril : Jérémie Delutel, peintre français (° 1657),
- 20 juillet : Jacques Mélingue, peintre portraitiste français (° ?),
- 21 septembre : Francis Place, graveur et potier britannique (° 1647).